# 步蟾坊
步蟾坊建于明正统六年（1441年），現位于中国江西省于都县岭背乡水头里谢屋村，面阔11.2米，进深3.55米，高10.38米，乃一座四柱三间四楼重檐式全木结构的牌坊。是赣南现存仅有的一处有绝对纪年的全木构建筑，1981年被列为第三批江西省文物保护单位。
水头谢屋的居民以谢氏为主，据族谱记载，他们是东晋谢安之后，定居在岭背乡的水头里，现已传至第七十六代了。第五十四代子孙中，有一名叫谢宁的于明正统六年（1441年）中进士，先后任广东都司等职，步蟾坊就是为其高中进士所立。